# Халиме Хатун
Халиме Хатун (османски турски: حلیمه خاتون) била је, према неким османским народним предањима, супруга Ертугрула и вероватно мајка Османа I. 

## Биографија
Њено порекло је непознато и предмет је многих историјских дискусија. У каснијим легендама се помиње као „Хаиме Ана“ и „Хаима“, а иначе се не помиње ни у једном историјском османском тексту. Хаиме Ана је такође традиционално име Ертугрулове мајке. Неке легенде описују је као мајку Османа I. Историчар Хит Лаури један је од многих османских научењака који тврде да је мајка Османа I остала непозната.
Место сахране Халиме Хатун, које је крајем 19. века организовао султан Абдул Хамид II, налази се у башти гроба Ертугрула у месту Согут у данашњој Турској. Према историчару Кемалу Кафадару, султанова обнова ове гробнице, с накнадно доданим именом, била је политички мотивисана. Поред тога, према аутору Тургуту Гулеру, „Хаиме Ана“, сахрањена у Доманичу, и она је највероватније била супруга Ертугрула.

## Гробница Халиме Хатун у Гевашу
Турбе (гробница) је саграђена за Халиме Хатун у Гевашу 1358. године. Легенде говоре да је ова Халиме била ћерка селџучког владара Мелика Изедина и можда члан династије Кара Којунлу.

## У популарној култури
Есра Билгич глумила је Халиме Хатун у турској ТВ серији Diriliş: Ertuğrul. У овој причи она је селџучка принцеза.